# L'Or dans la rue
Pour plus de détails, voir Fiche technique et Distribution.
L'Or dans la rue  est un film français réalisé par Curtis Bernhardt, sorti en 1934.

## Synopsis
Entraîné malgré lui dans une escroquerie qui consiste à fabriquer de l'or synthétique, Albert va se faire démasquer...

## Fiche technique
- Titre : L'Or dans la rue
- Réalisation : Curtis Bernhardt
- Scénario : Henri Decoin et Henry Koster
- Dialogues : Henri Decoin
- Décors : Robert Gys
- Photographie : Michel Kelber
- Son : Joseph de Bretagne
- Montage : Henri Aisner, Trude von Molo
- Musique et chansons : Paul Dessau, Jean Lenoir et Georges van Parys
- Production : Eugène Tucherer
- Société de production : Films Essor
- Société de distribution : Télédis
- Pays d'origine :  France
- Format : Noir et blanc - Son mono - 1,37:1
- Genre : Comédie
- Durée : 95 minutes
- Date de sortie : 
  - France : 28 décembre 1934

## Distribution
- Albert Préjean : Albert Perret
- Danielle Darrieux : Gaby
- Raymond Cordy : Pierre
- Pierre Larquey : Tourbier
- Jean Worms : De Varville
- Vanda Gréville : Miss Bruce
- Alice Tissot : Mme Tourbier
- Suzy Delair : Madeleine (non créditée)
- Pierre Finaly : Achille, le joueur invétéré et employé des chemins de fer
- Gabrielle Fontan : La mère de Pierre
- Lucien Callamand : Le secrétaire (crédité Pierre Callamand)
- Georges Paulais : Le client (non crédité)
- Léon Larive : le patron de L'escargot d'Or (non crédité)

## À noter
- Contrairement à plusieurs sources, Robert Dalban n'apparaît pas dans le film. Certains le créditent comme "un homme à la gare", il s'agit en fait d'un comédien au faciès similaire mais au gabarit plus petit.